# 대자초등학교
대자초등학교는 광주광역시 북구 운암동에 있는 공립 초등학교이다.

## 학교 연혁
- 1991.01.19 설립인가
- 1991.03.01 대자초등학교 개설
- 1991.05.06 개교(본관 16교실 신축 및 15학급)
- 1996.03.01 대자초등학교로 교명 개칭
- 2024.01.05 제33회 졸업 : 151명 (졸업생 누계 6,444명)
- 2023.09.01 제13대 천주영 교장 부임
- 2022.12.30 제32회 졸업 : 160명 (졸업생 누계 6,293명)

## 학교 상징
- 교화 - 백목련 : 밝은 마음
- 교목 - 은행나무 : 강한 의지
- 교색 - 청색 : 푸른 꿈

## 참고 자료
- 대자초등학교 - 한국교육학술정보원 학교알리미